# Ismail Jakobs
Ismail Jakobs (Colonia, Alemania, 17 de agosto de 1999) es un futbolista senegalés. Juega de defensa y su equipo es el Galatasaray S. K. de la Superliga de Turquía.

## Trayectoria
Luego de pasar por las inferiores del BC Bliesheim, Jakobs entró a la academia del F. C. Colonia en 2012. Fue promovido al segundo equipo del club de la Regionalliga West en 2017.
El entrenador Achim Beierlorzer incluyó al defensa en el plantel del F. C. Colonia para la temporada 2019-20, recién ascendido a la Bundesliga. Debutó profesionalmente el 8 de noviembre de 2019 contra el TSG Hoffenheim. Anotó su primer gol en el Colonia el 18 de diciembre de 2019, en la victoria por 2-4 sobre el Eintracht Frankfurt. En marzo de 2020 renovó su contrato con el club hasta 2022. Acabó marchándose un año antes después de ser traspasado al A. S. Monaco F. C.
El 2 de septiembre de 2024 fue cedido al Galatasaray S. K. a cambio de un millón de euros y una opción de compra de ocho millones.

## Selección nacional
En septiembre de 2022 debutó con la selección de Senegal jugando los últimos minutos de un amistoso ante Bolivia que ganaron por dos a cero.

## Estadísticas
Actualizado al último partido disputado el 30 de mayo de 2025.
| Club                        | Div.          | Temporada     | Liga  | Liga  | Copas nacionales | Copas nacionales | Copas internacionales | Copas internacionales | Total | Total |
| Club                        | Div.          | Temporada     | Part. | Goles | Part.            | Goles            | Part.                 | Goles                 | Part. | Goles |
| --------------------------- | ------------- | ------------- | ----- | ----- | ---------------- | ---------------- | --------------------- | --------------------- | ----- | ----- |
| F. C. Colonia II · Alemania | 4.ª           | 2017-18       | 8     | 0     | —                | —                | —                     | —                     | 8     | 0     |
| F. C. Colonia II · Alemania | 4.ª           | 2018-19       | 17    | 3     | —                | —                | —                     | —                     | 17    | 3     |
| F. C. Colonia II · Alemania | 4.ª           | 2019-20       | 3     | 0     | —                | —                | —                     | —                     | 3     | 0     |
| F. C. Colonia II · Alemania | Total club    | Total club    | 28    | 3     | 0                | 0                | 0                     | 0                     | 28    | 3     |
| F. C. Colonia · Alemania    | 1.ª           | 2019-20       | 20    | 2     | 0                | 0                | —                     | —                     | 20    | 2     |
| F. C. Colonia · Alemania    | 1.ª           | 2020-21       | 25    | 1     | 2                | 1                | —                     | —                     | 27    | 2     |
| F. C. Colonia · Alemania    | Total club    | Total club    | 45    | 3     | 2                | 1                | 0                     | 0                     | 47    | 4     |
| A. S. Monaco F. C. Francia  | 1.ª           | 2021-22       | 28    | 0     | 5                | 0                | 6                     | 0                     | 39    | 0     |
| A. S. Monaco F. C. Francia  | 1.ª           | 2022-23       | 32    | 0     | 1                | 0                | 8                     | 0                     | 41    | 0     |
| A. S. Monaco F. C. Francia  | 1.ª           | 2023-24       | 22    | 1     | 1                | 0                | —                     | —                     | 23    | 1     |
| A. S. Monaco F. C. Francia  | 1.ª           | 2024-25       | 2     | 0     | ―                | ―                | ―                     | ―                     | 2     | 0     |
| A. S. Monaco F. C. Francia  | Total club    | Total club    | 84    | 1     | 7                | 0                | 14                    | 0                     | 105   | 1     |
| Galatasaray S. K. Turquía   | 1.ª           | 2024-25       | 17    | 0     | 3                | 0                | 3                     | 0                     | 23    | 0     |
| Galatasaray S. K. Turquía   | Total club    | Total club    | 17    | 0     | 3                | 0                | 3                     | 0                     | 23    | 0     |
| Total carrera               | Total carrera | Total carrera | 174   | 7     | 12               | 1                | 17                    | 0                     | 203   | 8     |

## Vida personal
Nació en Alemania, y su padre es de origen senegalés. En abril de 2020, el jugador afirmó su preferencia de representar a Alemania por delante de Senegal.

## Palmarés

### Títulos nacionales
| Título               | Club              | País    | Año  |
| -------------------- | ----------------- | ------- | ---- |
| Copa de Turquía      | Galatasaray S. K. | Turquía | 2025 |
| Superliga de Turquía | Galatasaray S. K. | Turquía | 2025 |

### Títulos internacionales
| Título          | Club (*)        | Sede                | Año  |
| --------------- | --------------- | ------------------- | ---- |
| Eurocopa Sub-21 | Alemania sub-21 | Hungría · Eslovenia | 2021 |

(*) Incluyendo la selección.